# Frigyér Iván
Frigyér Iván (Kaprióra, 1898. szeptember 7. – Temesvár, 1987. május 26.) katolikus pap, temesvári titkos ordinárius.

## Pályafutása
1921. július 3-án szentelték pappá Temesváron. Ezt követően Lippán, majd a Temesvári székesegyházban szolgált káplánként, 1929-től pedig hittanárként. 1932-től 1972-ig Temesvár-Fratélia plébánosa volt. 1946-tól temesvári kanonok.
1951. március 10-től 1954. május 31-ig Pacha Ágoston püspök és Plesz József letartóztatása alatt ő vezette a Temesvári egyházmegyét titkos ordináriusként.